# Анджело Іпполіто
Анджело Іпполіто (англ. Angelo Ippolito; 7 листопада 1922 — 29 жовтня 2001) — американський художник, відомий у живописі кольорового поля та олійнім  живописі. Його твори виставлялись та входили до колекцій по всьому світу, а також мали визначну роль в відкритті мистецької сцени в повоєнному Нью-Йоркові.

## Біографія
Сім'я Іпполіто емігрувала до Сполучених Штатів, коли йому було 9 років. Після служби на Філіппінах під час Другої світової війни він навчався в Амеді Озенфант і Джона Феррена в Нью-Йорку та Афро в Римі. У 1952 році він і художник Фред Мітчелл запросили художників Лоїса Додда, Вільяма Кінґа та Чарльза Каджорі приєднатися до заснування першої незалежної керованої митцями галереї (англ. artist-run space) в центрі Нью-Йорка. Галерея Tanager урочисто відкрила авангардну сцену 1950-х років на 10-й вулиці, і незабаром її члени зросли до таких художників, як Саллі Гейзлет, Алекс Кац і Філіп Перлштейн. Його основною аудиторією були інші митці, які були «одночасно учасниками й глядачами». Засновники Tanager активно шукали невизнаних художників, даючи перші шоу художникам, які згодом стали відомими, зокрема Еліз Ашер, Альфред Дженсен і Джаспер Джонс. Пізніше Іпполіто отримав посаду художника-резидента в Каліфорнійському університеті в Берклі (1961–62) і професора мистецтва в Університеті штату Мічиган (1963–71) і Бінгемтонському університеті (1971–2001). Після його смерті 29 жовтня 2001 року він був похований на кладовищі Грін-Вуд у Брукліні, Нью-Йорк.

## Робота
Критик Роберт Розенблюм назвав першу виставку Іпполіто в галереї Берти Шефер «визначною подією», написавши, що «його полотна представляють абстрактні аналогії з пейзажем, натякаючи на землю, лінію горизонту та небо; однак окремі сфери землі та повітря найчастіше є злиті в єдину колористичну єдність». Оглядаючи його пізніші роботи, художник-критик Фейрфілд Портер описав його як одного з небагатьох художників-абстракціоністів, «які використовують блискучий колір як матеріал замість того, чим прикрашають картину».
Полотна Іпполіто з кінця 1960-х років досліджували абстрактні можливості пейзажів середнього заходу США. Його колишній учитель Джон Феррен зауважив, що він «міг би провести літо в краєвидах Іпполіто». У 1970-х його картини стали більш широкими та яскравими, що спонукало критика Гілтона Крамера написати: «Насолода кольором залишається його головною турботою, і він віртуозно справляється з ним. Деякі з його найкращих ефектів у цих нових картинах досягаються, коли він жонглює сміливими ділянками гарячого кольору з майже безрозсудною віддаленістю». У наступні два десятиліття картини Іпполіто ще більше відійшли від свого коріння в пейзажі, щоб дослідити атмосферне бачення. Як він сказав історику мистецтва Кеннету Ліндсею в 1974 році: «Коли я знаходжу колір картини, я знаходжу форму».
Роботи Іпполіто виставлялися на міжнародних виставках, таких як Carnegie International і São Paulo Biennale, а також були зібрані в таких музеях, як Музей сучасного мистецтва, Музей американського мистецтва Вітні, Метрополітен-музей, Художня галерея Єльського університету, а також Музей Гіршгорн і Сад скульптур.